# КВ-220
КВ-220 — радянський експериментальний важкий танк. Єдиний екземпляр був вироблений 1941 року. Танк також класифікувався як танк прориву та штурмовий танк. Проходив за документами як Об'єкт 220 і Т-220. Розроблявся в 1940–1941 роках інженерами СКБ-2 Кіровського заводу під керівництвом Ж. Я. Котіна, провідним інженером машини був призначений Л. Є. Сичов, пізніше Б. П. Павлов.

## Історія створення
Влітку 1940 року за підсумками Зимової війни та порівняльних випробувань було вирішено закрити роботи за темами важких танків СМК і Т-100, і сконцентруватися на розвитку та модернізації танка КВ-1, запущеного в серійне виробництво. 17 червня 1940 РНК СРСР та ЦК ВКП (б) прийняли постанову № 1288–495сс, в якому Кіровському заводу вказувалося створити на базі танка КВ два танки з бронею 90-мм (один з 76-мм гарматою Ф-32, інший з 85-мм гарматою), два танки з бронею 100-мм (один з 76-мм гарматою Ф-32, інший з 85-мм гарматою) і одну самохідну установку з 152-мм гарматою БР-2.
Розроблюваний танк з бронею 100-мм на Кіровському заводі позначався як «Т-220», «КВ-220», або «Об'єкт 220». провідним інженером машини був призначений Л. Є. Сичов, пізніше Б. П. Павлов. Корпуси передбачалося виготовити на Іжорському заводі, перший планувалося передати на Кіровський наприкінці жовтня, а другий в листопаді. 5 грудня 1940 танк був закінчений, хоча за планом повинен був бути виготовлений на 1 грудня 1940 року.
У порівнянні зі звичайним КВ бронювання цього танка досягало 100-мм. Для Т-220 розробили нову башту, в якій встановили 85-мм гармату Ф-30. Дана гармата була спеціально спроєктована для цього танка в КБ заводу № 92 під керівництвом Грабіна та осінню 1940 року успішно пройшла випробування в танку Т-28. Це збільшило масу танка, що призвело до подовження шасі (7 опорних котків і 4 ролика на один борт). Як силова установка замість 500-сильного В-2К використовувався дослідний чотиритактний 12-циліндровий V-подібний 700-сильний (515 кВт) В-5, або за іншими даними В-2Ф (В-10) потужністю 850 к.с. Екіпаж танка та приладове обладнання не змінилися. 30 січня 1941 року дослідний зразок КВ-220 надійшов на випробування, але наступного дня випробування були припинені, через вихід з ладу двигуна.
У березні 1941 року керівництво Червоної Армії отримало від розвідки інформацію про те, що в Німеччині розроблені танки з потужним бронюванням, вже надходять на озброєння Вермахту. Було вирішено прийняти відповідні заходи.
7 квітня 1941 РНК СРСР і ЦК ВКП (б) прийняв постанову № 827-345сс. У ньому визначалися нові параметри для танка КВ-3. Так, танк повинен був мати броню 115-120-мм, нову башту з озброєнням 107-мм гарматою ЗІС-6. Новий танк отримав заводське позначення об'єкт 223 і розроблявся на базі Т-220. Раніше назва КВ-3 планувалося дати танку Т-150, з бронею 90-мм і 76-мм гарматою Ф-34.
Для прискорення робіт з випробування нових вузлів та агрегатів нового танка КВ-3 вирішено було використовувати КВ-220. 20 квітня 1941 КВ-220 довантажений до 70 тонн (розрахункової маси КВ-3) і новим двигуном, вийшов на випробування. 20 травня танк був відправлений на капітальний ремонт. Крім поточних доробок на нього встановили форсований двигун В-2СН, який міг розвивати максимальну потужність до 850 к.с. Останній етап випробувань проходив з 30 травня по 22 червня і був перерваний у зв'язку з війною. До цього часу танк пройшов 1985 км.
Після нападу Німеччини на Радянський Союз танкобудівні програми були серйозно переглянуті. Так 26 червня 1941 вийшов наказ № 253сс Наркомату важкого машинобудування, згідно з яким, підготовка виробництва КВ-3 з Кіровського заводу знімалася і переносилася на Челябінський тракторний завод. Однак Т-220 не був евакуйований до Челябінська, а знаходився на Кіровському заводі. І лише з початку жовтня 1941 року було ухвалено рішення передати дослідні танки у війська. Танк пройшов необхідний ремонт, на ньому була поставлена башта від серійного КВ з 76,2-мм гарматою ЗІС-5 (за іншими даними 76,2-мм гармата Ф-32) і відправили на фронт.

## Бойове застосування
16 жовтня 1941 року танк вирушив у розпорядження 124-ї танкової бригади. Командир бригади Д. І. Осадчий у своїх спогадах пише:

Восени 1941 року наша бригада отримала на поповнення кілька танків КВ, один з яких називався «За Батьківщину». Він був виготовлений в єдиному екземплярі на Кіровському заводі. Він володів тими ж можливостями, що і танк КВ, але мав посилений броньовий захист, вага понад 100 тонн і більш потужний двигун з турбіною. При русі на вищих передачах двигун свистів і цей свист був дуже схожий на свист пікіруючих «юнкерсів». Перший час після отримання танка при його русі в бригаді навіть подавали сигнал «Повітря!» Танк вступив в мою роту і спочатку хотіли призначити його командиром мене, але потім його командиром став мій заступник, досвідчений танкіст лейтенант Яхонін. Танк вважався практично невразливим для артилерії противника та призначався для штурму укріплених позицій.
У грудні 1941 року (точної дати я не пам'ятаю) наша бригада отримала завдання прорвати оборону німців на ділянці Усть-Тосно — залізничний міст, форсувати р. Тосна і у взаємодії з частинами 43-ї стрілецької дивізії розвинути наступ на Мгу. У першому ешелоні атакував 2-й танковий батальйон під командуванням майора Панкіна, танковий взвод 1-го батальйону і танк «За Батьківщину» моєї роти. У цьому бою танк отримав завдання захопити залізничний міст через р. Тосна та утримати плацдарм до підходу основних сил. Бій розгорнувся на відкритій місцевості. Промерзлий верхній шар торфовища насилу витримував танк. Коли він підійшов впритул до мосту, то був зустрінутий вогнем німецьких важких гармат і з ним пропав радіозв'язок. Я перебував у цей час на КП батальйону. Коли з танком «За Батьківщину» перервався зв'язок, я спробував пробратися до місця бою вздовж залізничного насипу. Коли мені вдалося підповзти до танка, я побачив, що з нього збита башта, а весь екіпаж загинув.

Згідно з архівними даними ЦАМО РФ танк «За Батьківщину» виготовлений в єдиному екземплярі це саме КВ-220. Визначаючи масу танка, Осадчий трохи помилився, оскільки маса КВ ніколи не перевищувала 100 тонн. Напевно, танк був вражений снарядом 150-мм німецької гармати sFH18, внаслідок чого на ньому здетонував боєкомплект.

## Машини на базі
На базі Т-220 проєктувалася і створювалася дослідна САУ «212», проте вже в травні 1941 року як база, замість КВ-220, вже згадується КВ-3.
Шасі САУ «212», планувалося використовувати для створення 107-мм і 130-мм самохідних установок важких артилерійських систем. 130-мм самохідна установка позначалася як СУ-Б-13, і повинна була бути озброєна 130-мм морською гарматою Б-13, раніше з таким озброєнням, на базі танка Т-100, була створена важка самохідна артилерійська установка СУ-100-Y. Проєкту ж, створення самохідної установки озброєною новою розроблюваною 107-мм гарматою М-75 так і не реалізували.

## КВ-220 в масовій культурі

### Комп'ютерні ігри
КВ-220 можна зустріти в грі «World of Tanks».